# Isola del Garda
Isola del Garda jest jedną z wysp na jeziorze Garda we Włoszech. Wyspa jest długa na 900 metrów, szeroka na 125 metrów i wysoka na 23 ponad taflę jeziora, czyli ok. 88 metrów nad poziom morza. Jest oddalona zaledwie kilkaset metrów od półwyspu Cap San Fermo, od którego oderwała się w wyniku trzęsienia ziemi. Centralną część zajmuje pałac Borghese zamieszkany obecnie przez rodzinę Cavazza, która mieszka tu wraz z personelem.

## Historia
Wyspa znana była w czasach rzymskich. W 879 władca Bawarii i król Włoch Karloman podarował ją mnichom z klasztoru św. Zenona w Weronie. W XIII wieku przybył na wyspę św. Franciszek z Asyżu, który w 1221 założył tu klasztor. Mnisi franciszkańscy sprowadzili wiele roślin uprawnych m.in. cytryny i oliwki. Wraz z przybyciem św. Bernardyna ze Sieny w 1429 stary klasztor został odnowiony i rozbudowany. W 1470 ojciec Francesco Licheto założył tu słynną szkołę filozoficzno-teologiczną. Kolejne wieki przyniosły upadek znaczenia klasztoru, aż w 1778 został on całkowicie zlikwidowany. W roku 1870 wyspę nabyli książę Gaetano de Ferrari z Genui z żoną, rosyjską arcyksiężną Marią Annenkoff. W tym okresie założono ogród tarasowy i sprowadzono wiele egzotycznych roślin. W latach 1890–1903 architekt Luigi Rovelli zbudował willę w stylu neogotycko-weneckim. Posiadłość odziedziczyła córka Anna Maria, która wyszła za księcia Scipione Borghese. Isola del Garda pozostała w rękach rodziny Borghese do 1927, następnie odziedziczyła go córka Livia, która wyszła za hrabiego Alessandro Cavazza z Bolonii.

## Wyspa obecnie
Wyspa jest obecnie prywatną własnością rodziny Cavazza i jest udostępniona dla zwiedzających. Turyści mogą na nią dotrzeć dzięki połączeniom promowym z Salò, Barbarano, Portese, Gardone Riviera, Bardolino i Garda połączonych z oprowadzaniem po wyspie i pałacu w języku włoskim, angielskim i niemieckim.

## Galeria

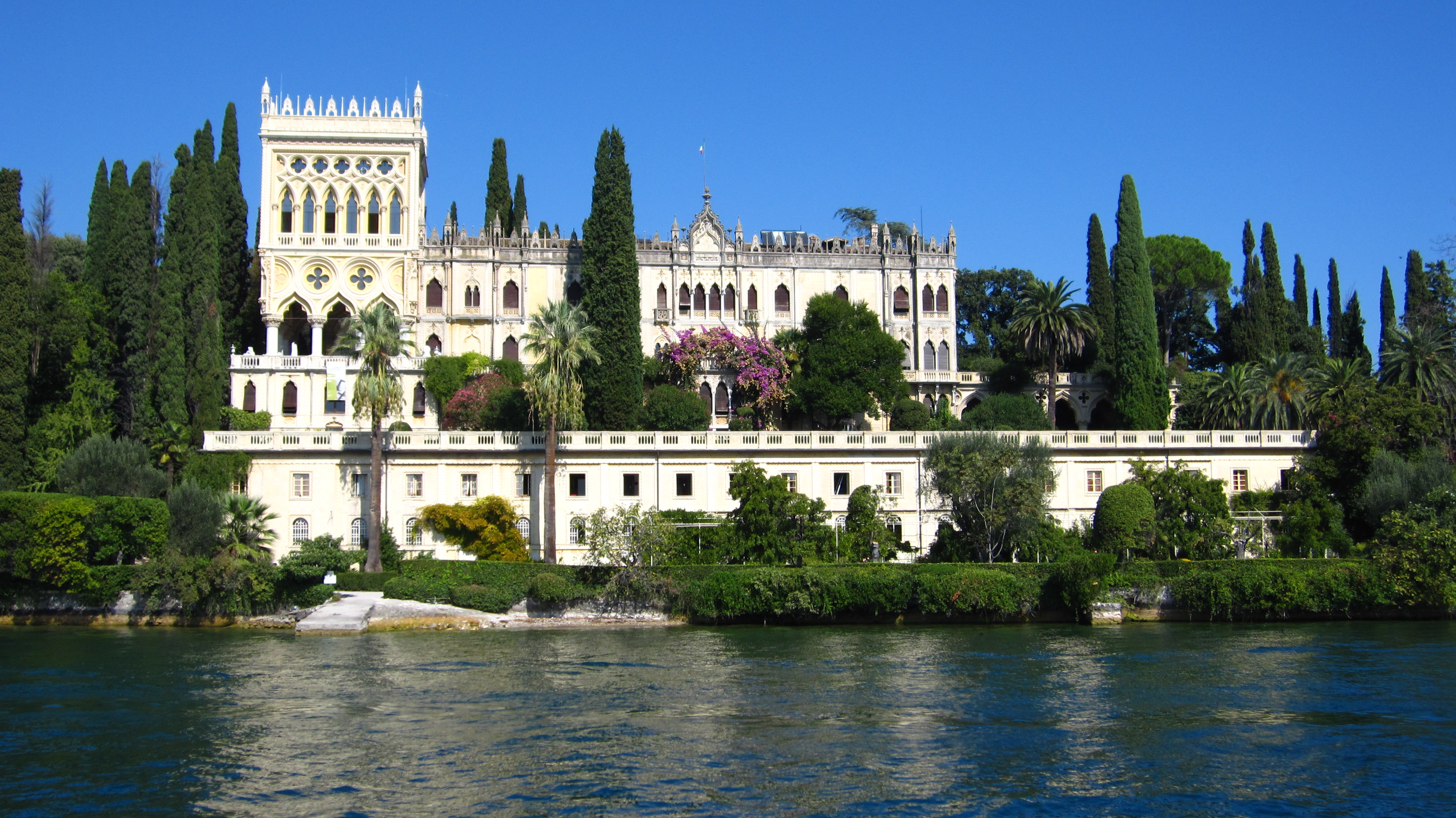
Widok na Pałac Borghese / Cavazza
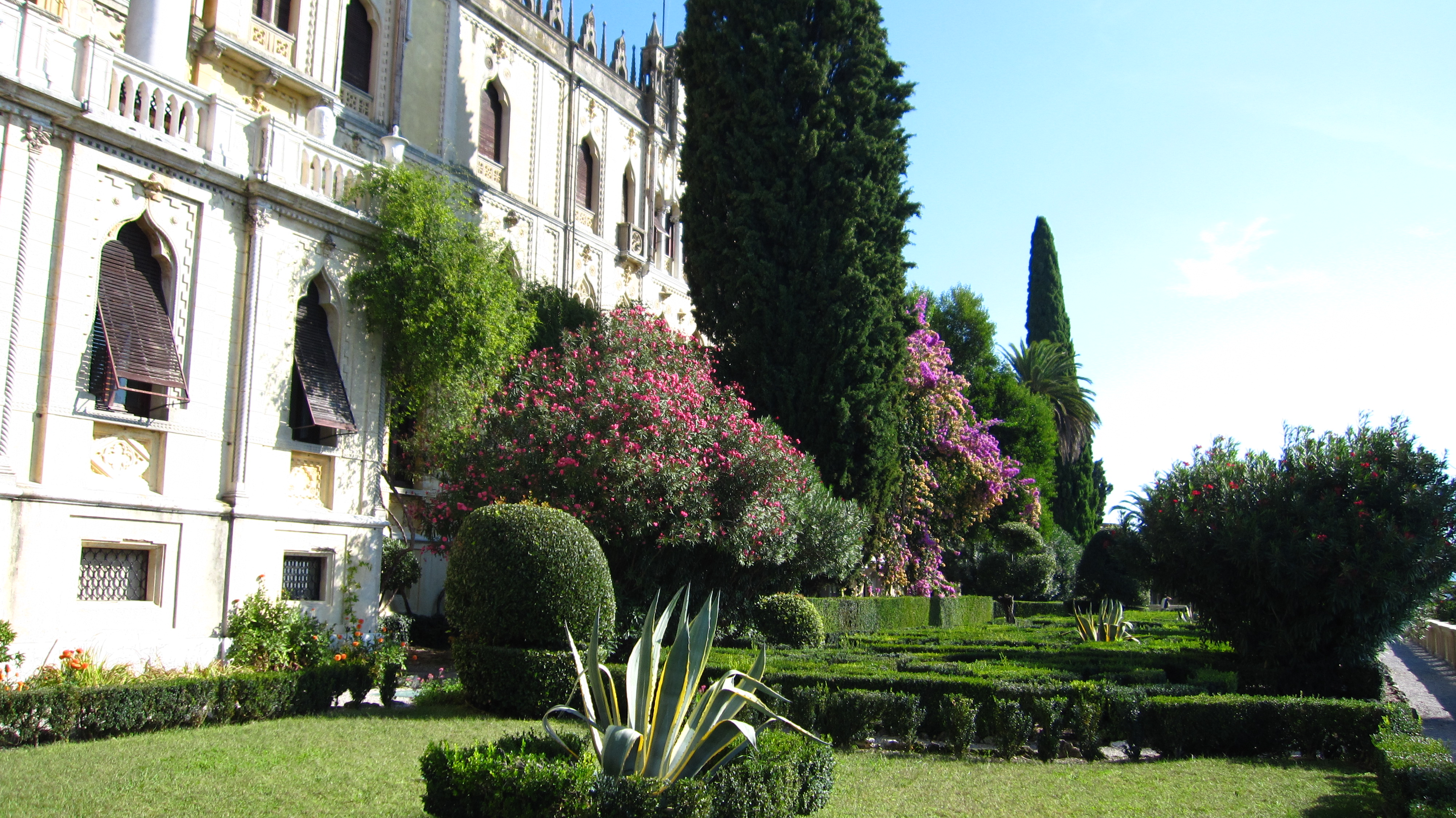
Isola del Garda Ogród włoski
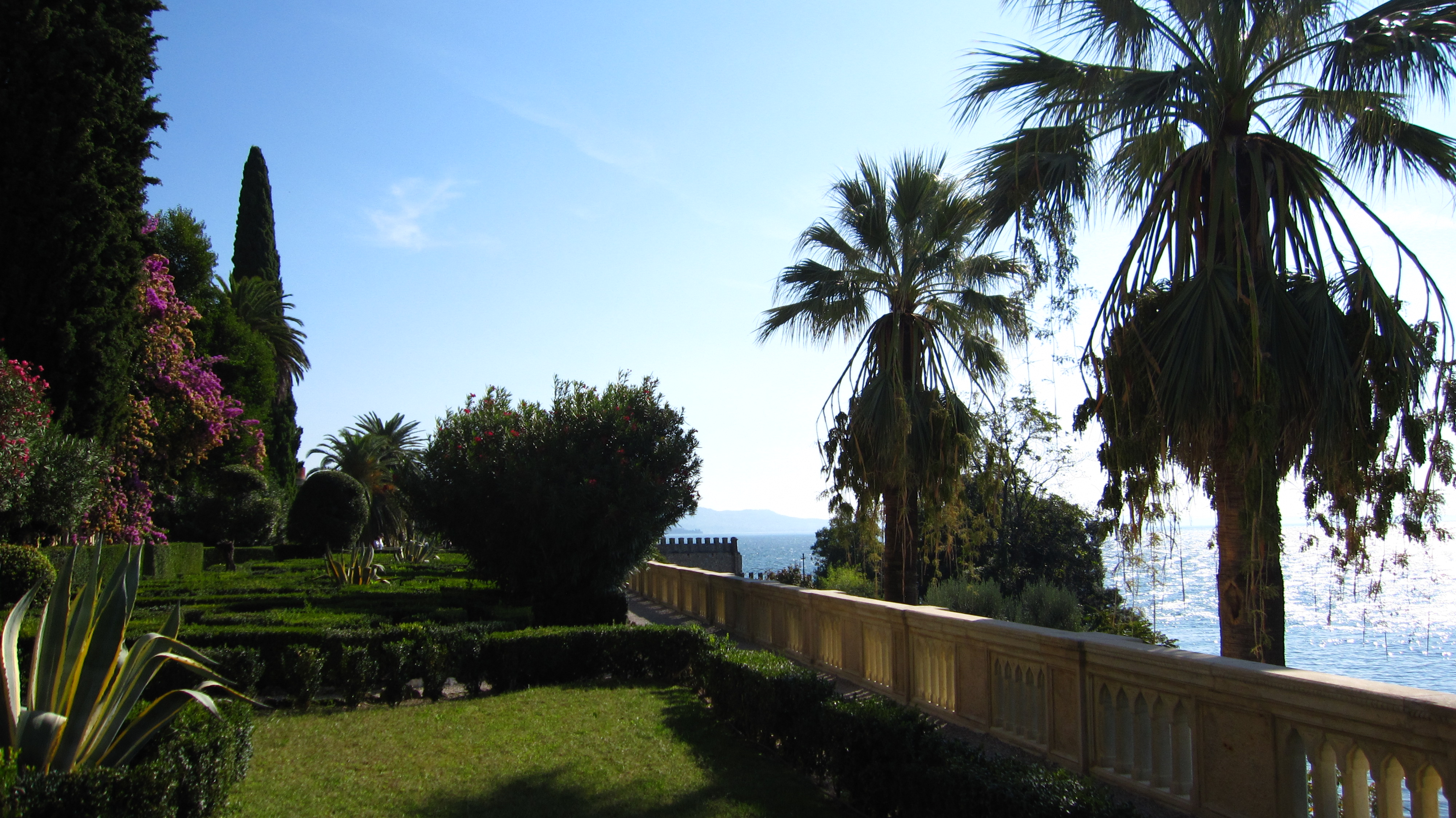
Isola del Garda Ogród włoski
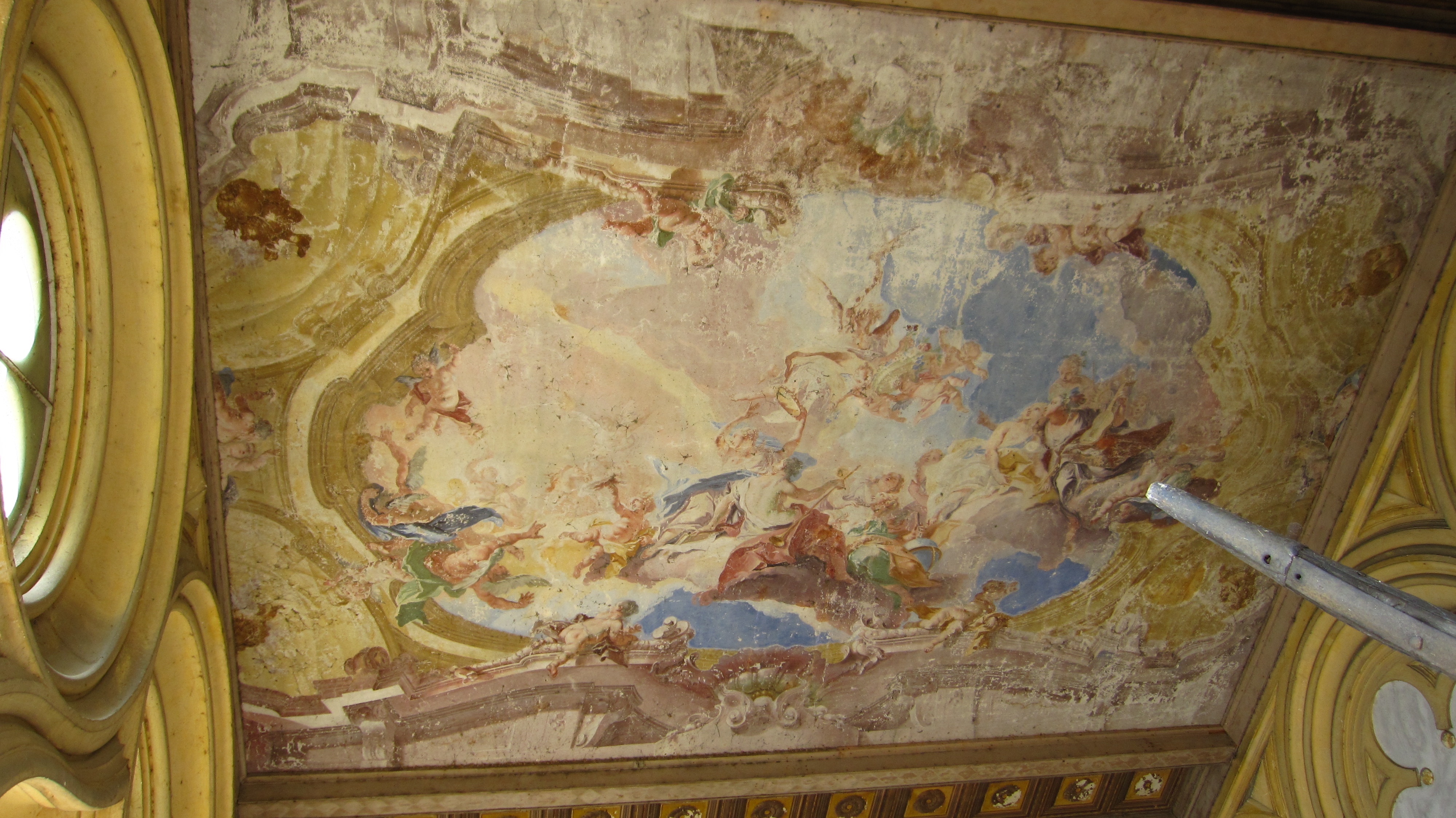
Isola del Garda, Fresk w willi
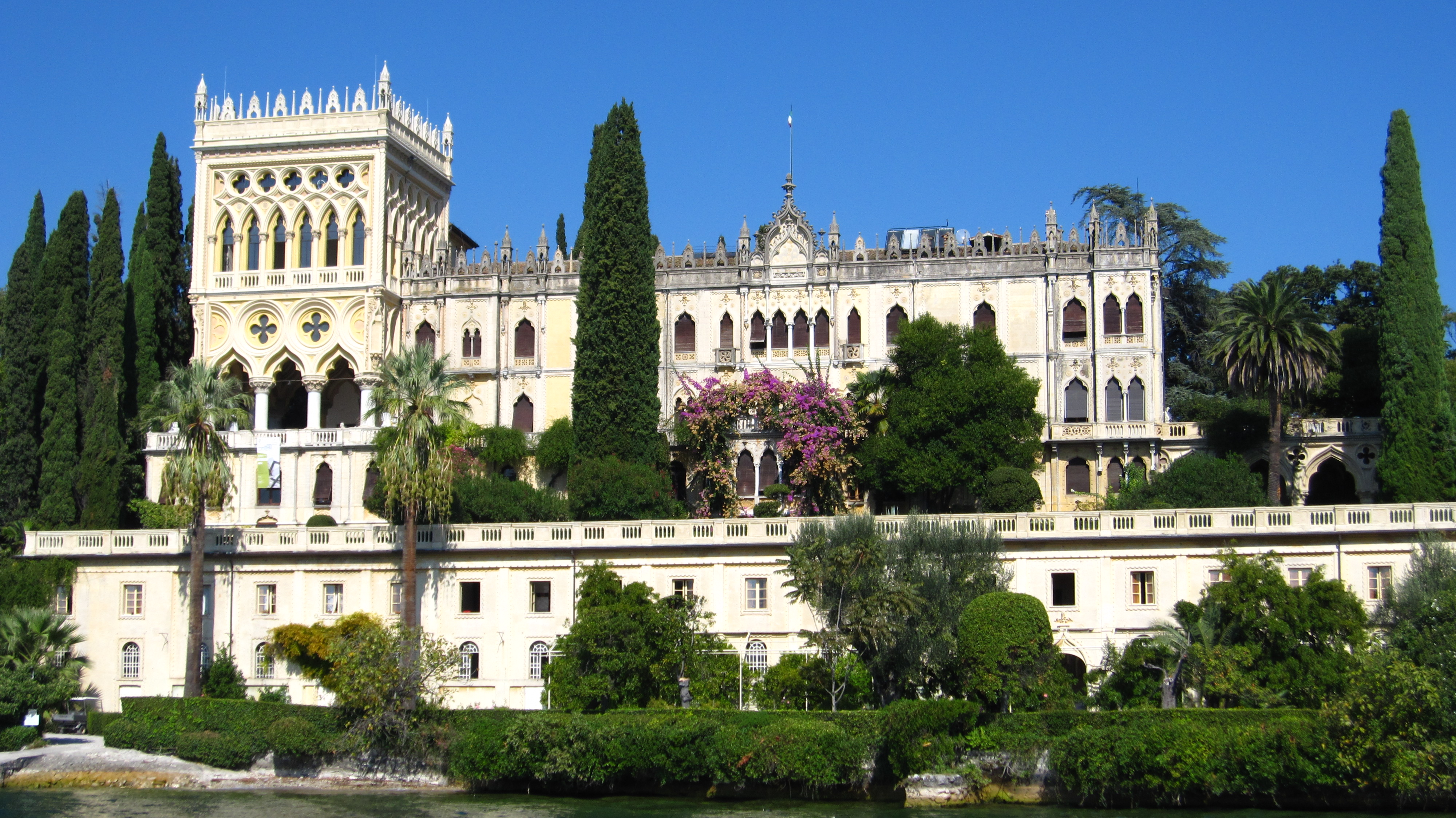
Willa Borghese-Cavazza
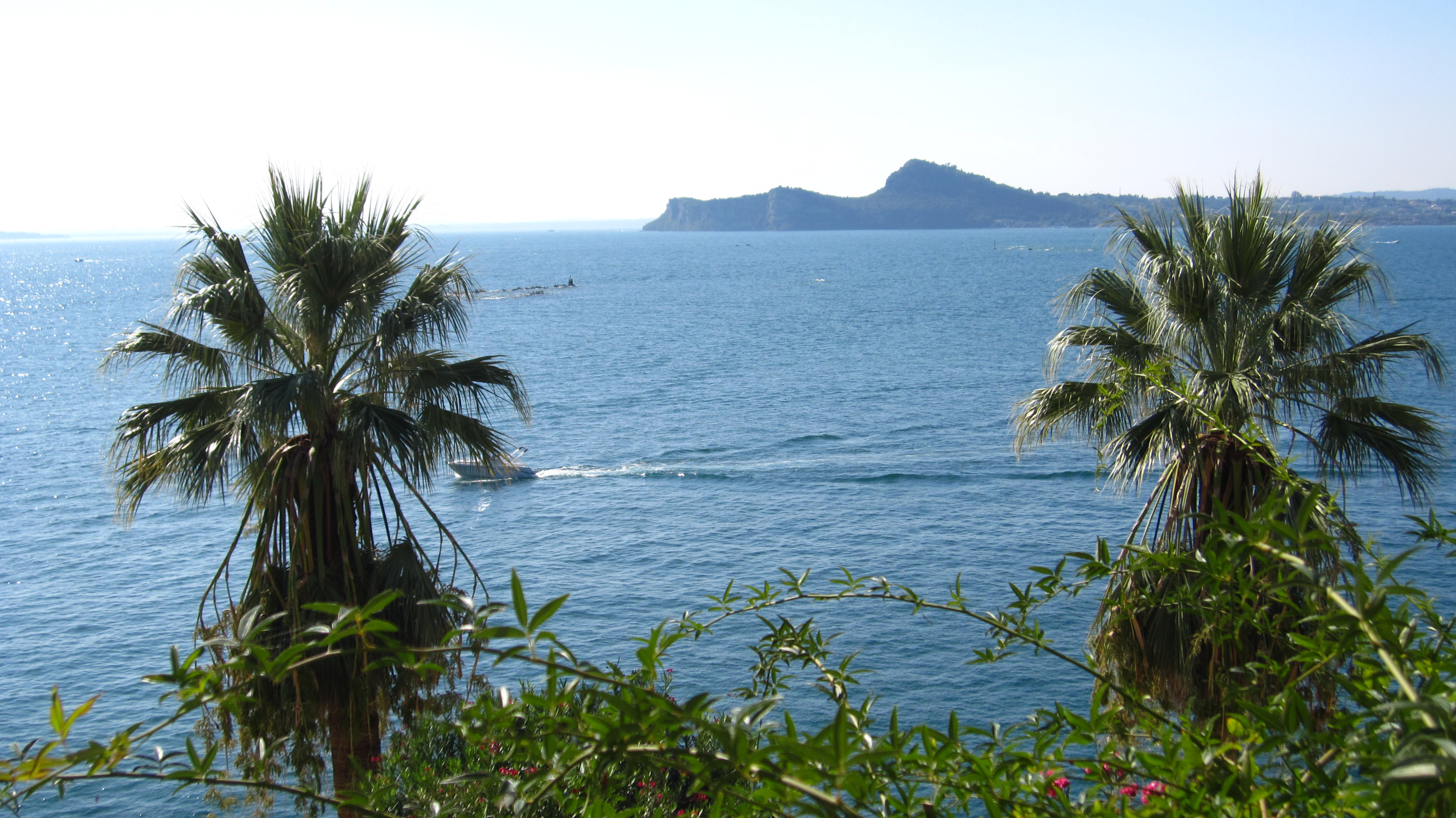
Widok na jezioro z Isola del Garda
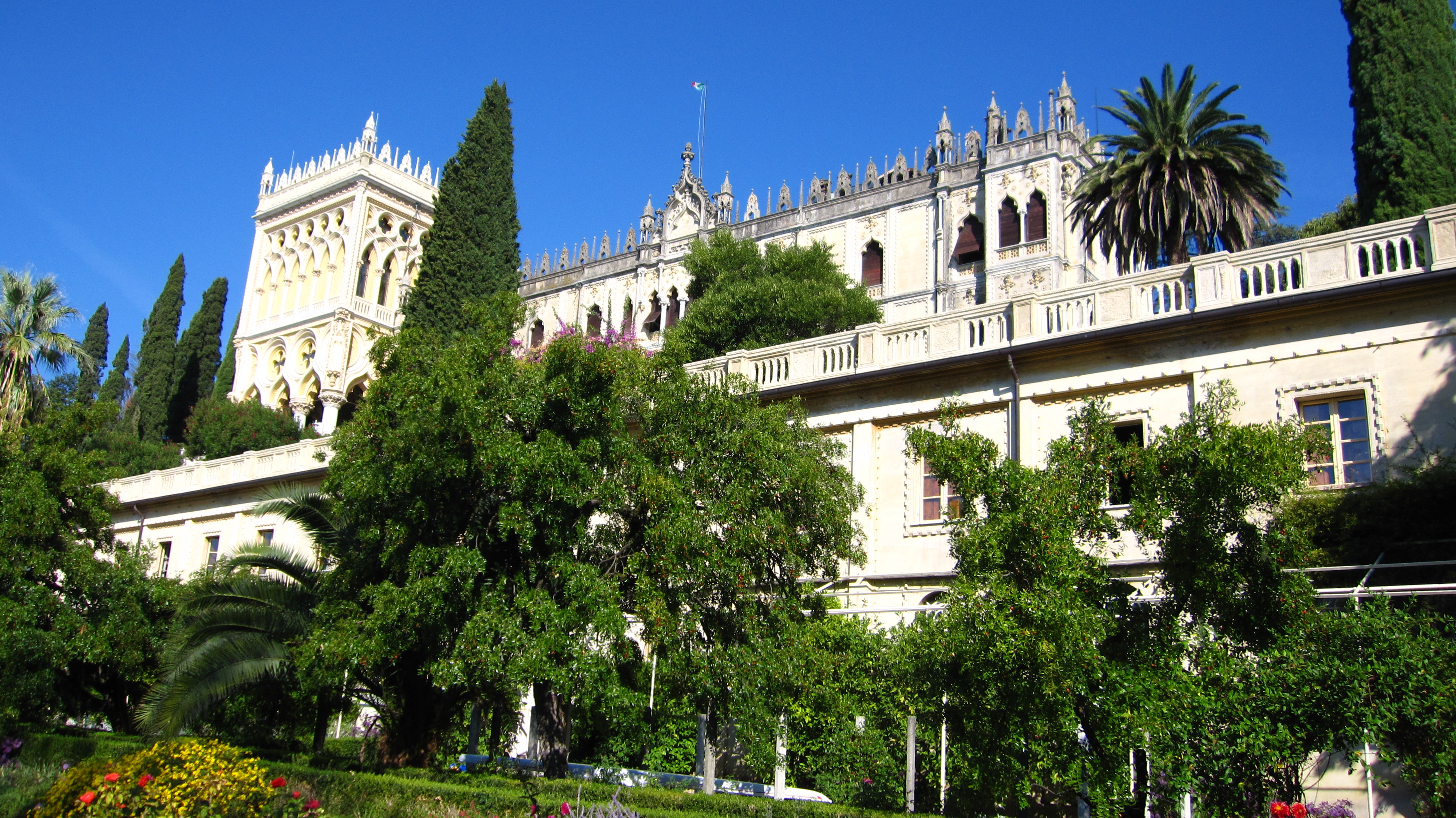
Willa Borghese-Cavazza